# Beavercreek (Oregón)
Beavercreek es un lugar designado por el censo ubicado en el condado de Clackamas en el estado estadounidense de Oregón. En el año 2010 tenía una población de 4.485 habitantes.

## Geografía
Beavercreek se encuentra ubicado en las coordenadas 45°16′51.73″N 122°30′30.56″O / 45.2810361, -122.5084889.